# باول ماركيز
باول ماركيز (بالإنجليزية: Paul Marquis)‏ (29 أغسطس 1972 بمنطقة أنفيلد في المملكة المتحدة - ) هو لاعب كرة قدم بريطاني في مركز الدفاع. لعب مع نادي دونكاستر روفرز ووست هام يونايتد ونادي غيتزهد وسانت ألبانز سيتي ونادي تشيشونت ونادي برادفورد بارك أفنيو.

## وصلات خارجية
- باول ماركيز على موقع قاعدة بيانات كرة القدم.إي يو (الإنجليزية)
- باول ماركيز على موقع Soccerbase.com (لاعب) (الإنجليزية)
- باول ماركيز على موقع عالم كرة القدم.نت (الإنجليزية)